# Liste der denkmalgeschützten Objekte in Maishofen
Die Liste der denkmalgeschützten Objekte in Maishofen enthält die 13 denkmalgeschützten, unbeweglichen Objekte der Gemeinde Maishofen.

## Denkmäler
| Foto |                 | Denkmal                                                                           | Standort                                         | Beschreibung | Metadaten |
| ---- | --------------- | --------------------------------------------------------------------------------- | ------------------------------------------------ | --- | --- |
| ja   | Datei hochladen | ehem. Meierhaus von Schloss Saalhof HERIS-ID: 63386 Objekt-ID: 76026              | bei Saalhofstraße 26 Standort KG: Atzing         | Das im Wohnbereich zweigeschoßig gemauerte ehemalige Meierhaus wurde Anfang des 17. Jahrhunderts erbaut und diente im 19. Jahrhundert auch als Schulgebäude. | BDA-Hist.: Q38103075 Status: Bescheid Stand der BDA-Liste: 2025-06-30 Name: ehem. Meierhaus von Schloss Saalhof GstNr.: .32                                |
| ja   | Datei hochladen | Schlossanlage, Schloss Saalhof und Wegkreuz HERIS-ID: 44573 Objekt-ID: 45395      | Saalhofstraße 26 Standort KG: Atzing             | Das Schloss wurde 1444 urkundlich erwähnt, in der heutigen Form stammt es aus dem Jahr 1606. Es ist ein zweigeschoßiger Bau mit vier Ecktürmen. Oberhalb des Eingangs befindet sich eine Wappentafel aus rotem Marmor. Von den ehemaligen Repräsentationsräumen, die mit Wandvertäfelungen und Kassettendecken ausgestattet waren, sind noch ein Raum mit kannelierten Türportalen erhalten.                                                                                               | BDA-Hist.: Q1367012 Status: Bescheid Stand der BDA-Liste: 2025-06-30 Name: Schlossanlage, Schloss Saalhof und Wegkreuz GstNr.: .31 Schloss Saalhof         |
| ja   | Datei hochladen | Stablbergkapelle HERIS-ID: 53326 Objekt-ID: 61245                                 | bei Stablberg 5 Standort KG: Atzing              | Die Kapelle mit Rundapsis und Giebelreiter enthält Wandmalereien aus den Jahren 1908/09. | BDA-Hist.: Q38056693 Status: § 2a Stand der BDA-Liste: 2025-06-30 Name: Stablbergkapelle GstNr.: 539 Stablbergkapelle, Maishofen                           |
| ja   | Datei hochladen | Kath. Pfarrkirche hl. Maria HERIS-ID: 41650 Objekt-ID: 42197                      | Anton-Faistauer-Platz 9 Standort KG: Maishofen   | Denkmalgeschützt ist wohl der gotische Kirchturm und die Ausstattung der Vorgängerkirche. Das Kirchenschiff wurde 1992 zur Gänze abgerissen und ein Neubau errichtet und 1993 geweiht. | BDA-Hist.: Q38002037 Status: § 2a Stand der BDA-Liste: 2025-06-30 Name: Kath. Pfarrkirche hl. Maria GstNr.: .64 Pfarrkirche hl. Maria, Maishofen           |
| ja   | Datei hochladen | Jacklgut HERIS-ID: 59677 Objekt-ID: 71176                                         | Dechantshofen 34 Standort KG: Maishofen          | Das Jacklgut mit einem Blockbau im Obergeschoß stammt aus dem 16. und 17. Jahrhundert. | BDA-Hist.: Q38088260 Status: Bescheid Stand der BDA-Liste: 2025-06-30 Name: Jacklgut GstNr.: .15                                                           |
| ja   | Datei hochladen | Schloss Prielau HERIS-ID: 36485 Objekt-ID: 35435                                  | Hofmannsthalstraße 10, 12 Standort KG: Maishofen | Der typisch Salzburgische Ansitz wurde 1560 anstelle eines älteren Anwesens erbaut. Er ist dreigeschoßig mit Walmdach und zeltgedeckten Türmen. Die Räume im ersten Stock im ersten Stock weisen Vertäfelung und Kassettendecken auf. | BDA-Hist.: Q2242987 Status: Bescheid Stand der BDA-Liste: 2025-06-30 Name: Schloss Prielau GstNr.: .11, .12 Schloss Prielau                                |
| ja   | Datei hochladen | Kath. Filialkirche hl. Dreifaltigkeit in Prielau HERIS-ID: 53334 Objekt-ID: 61264 | bei Hofmannsthalstraße 10 Standort KG: Maishofen | Die einschiffige barocke Wallfahrtskirche mit vorspringendem Nordturm wurde 1730/31 erbaut. Hochaltar, Seitenaltäre und Kanzel stammen durchwegs aus der Zeit knapp nach der Errichtung. | BDA-Hist.: Q38056734 Status: § 2a Stand der BDA-Liste: 2025-06-30 Name: Kath. Filialkirche hl. Dreifaltigkeit in Prielau GstNr.: .10 Kapelle Prielau       |
| ja   | Datei hochladen | Stiegerschlössl HERIS-ID: 36481 Objekt-ID: 35431                                  | Kammererstraße 4 Standort KG: Maishofen          | Es handelt sich um einen einfachen, im Kern gotischen, Ansitz dessen Erker und Fenstergitter aus dem Jahr 1839 stammen. | BDA-Hist.: Q15849258 Status: Bescheid Stand der BDA-Liste: 2025-06-30 Name: Stiegerschlössl GstNr.: .44/3 Stiegerschlössl                                  |
| ja   | Datei hochladen | Bauernhaus, Bauhaus HERIS-ID: 36483 Objekt-ID: 35433                              | Kammererstraße 21 Standort KG: Maishofen         | | BDA-Hist.: Q37970094 Status: Bescheid Stand der BDA-Liste: 2025-06-30 Name: Bauernhaus, Bauhaus GstNr.: .50 Kammer Bauernhaus                              |
| ja   | Datei hochladen | Schlossanlage, Schloss Kammer HERIS-ID: 45753 Objekt-ID: 47179                    | Kammererstraße 22 Standort KG: Maishofen         | Der erste urkundlich belegte Besitzer des Anwesens ist um 1466 Polykarp Hunt. Das Schloss wurde zwischen 1610 und 1614 von Dietrich Khuen von Belasy errichtet, die Schlosskapelle 1617 angefügt. 1711 brannte das Anwesen samt Kapelle nieder und wurde, nachdem es 1722 vom Bistum Chiemsee aufgekauft worden war, in seiner heutigen Gestalt wiederaufgebaut. Nach der Säkularisation erwarb Josef Neumayer 1812 das Anwesen, das sich noch heute im Besitz seiner Nachkommen befindet. | BDA-Hist.: Q15844479 Status: Bescheid Stand der BDA-Liste: 2025-06-30 Name: Schlossanlage, Schloss Kammer GstNr.: .52, 419, 420 Schloss Kammer (Maishofen) |
| ja   | Datei hochladen | Bauernhaus, Sommerergut HERIS-ID: 36484 Objekt-ID: 35434                          | Point 58 Standort KG: Maishofen                  | | BDA-Hist.: Q37970106 Status: Bescheid Stand der BDA-Liste: 2025-06-30 Name: Bauernhaus, Sommerergut GstNr.: .8                                             |
| ja   | Datei hochladen | Bauernhaus, Abrahamgut HERIS-ID: 36479 Objekt-ID: 35429                           | Sportplatzweg 8 Standort KG: Maishofen           | Das ehemalige Bauernhaus mit einem rundbogigen Steinportal stammt im Kern aus dem 16. und 17. Jahrhundert, wurde später aber weitgehend erneuert. | BDA-Hist.: Q37970071 Status: Bescheid Stand der BDA-Liste: 2025-06-30 Name: Bauernhaus, Abrahamgut GstNr.: .37/1                                           |
| ja   | Datei hochladen | Bauernhaus, Schneiderhäusl HERIS-ID: 36482 Objekt-ID: 35432                       | Kirchhamerstraße 41 Standort KG: Mitterhofen     | Das Schneiderhäusl ist ein reiner Blockbau aus dem 16. und 17. Jahrhundert. Der Balkon im Obergeschoß führt über alle Seiten des Hauses. | BDA-Hist.: Q37970083 Status: Bescheid Stand der BDA-Liste: 2025-06-30 Name: Bauernhaus, Schneiderhäusl GstNr.: 617/15                                      |